# Micropeza
Micropeza is een vliegengeslacht uit de familie van de spillebeenvliegen (Micropezidae).

## Soorten
- M. abnormis Cresson, 1938
- M. ambigua Cresson, 1908
- M. angustipennis Loew, 1868
- M. atra Cresson, 1938
- M. atripes Bezzi, 1895
- M. bisetosa Coquillett, 1902
- M. brevipennis von Roser, 1840
- M. californica Van Duzee, 1926
- M. cingulata Loew, 1868
- M. compar Cresson, 1938
- M. corrigiolata (Linnaeus, 1767)
- M. grallatrix Loew, 1868
- M. hispanica Bigot, 1886

- M. kawalii Gimmerthal, 1847
- M. lateralis Meigen, 1826
- M. lineata Van Duzee, 1926
- M. nitidor Cresson, 1938
- M. producta Walker, 1849
- M. ruficeps Wulp, 1897
- M. setaventris Cresson, 1938
- M. stigmatica Wulp, 1897
- M. texana Cresson, 1938
- M. turcana Townsend, 1893
- M. unca Merritt, 1971
- M. ventralis Cresson, 1930